# 御嵩郵便局
御嵩郵便局（みたけゆうびんきょく）は岐阜県可児郡御嵩町にある郵便局。民営化前の分類では集配特定郵便局であった。

## 概要
住所：〒505-0199 岐阜県可児郡御嵩町御嵩1451-２

## 沿革
- 2007年（平成19年）10月1日 - 民営化に伴い、併設された郵便事業可児支店御嵩集配センターに一部業務を移管。同時にゆうゆう窓口も廃止。
- 2012年（平成24年）10月1日 - 日本郵便株式会社発足に伴い、郵便事業可児支店御嵩集配センターを御嵩郵便局に統合。

## 取扱内容
- 郵便、印紙、ゆうパック、内容証明
- 貯金、為替、振替、振込、国際送金、国債、投資信託
- 生命保険、バイク自賠責保険、自動車保険
- ゆうちょ銀行ATM
- 可児郡御嵩町全域ならびに可児市兼山（旧可児郡兼山町全域）の集配業務

## 風景印
図柄は御嵩富士と重文・願興寺本堂。局名表記は「岐阜 御嵩」
使用開始日は1985年（昭和60年)11月22日

## 周辺
- 御嵩保育園
- 旧中山道
- 中山道みたけ館
- 御嵩町役場
- 岐阜県立東濃高等学校
- 岐阜地方裁判所　御嵩支部
- 岐阜家庭裁判所　御嵩支部

## アクセス
- 名鉄広見線 御嵩駅から徒歩で約5分。
- 駐車場あり：10台

座標: 北緯35度25分48.5秒 東経137度07分57.3秒 / 北緯35.430139度 東経137.132583度